# NGC 1135
NGC 1135 ist eine Spiralgalaxie vom Hubble-Typ Scd im Sternbild Horologium am Südsternhimmel. Sie ist schätzungsweise 590 Millionen Lichtjahre von der Milchstraße entfernt und hat einen Durchmesser von etwa 125.000 Lichtjahren.

Im selben Himmelsareal befindet sich u. a. die Galaxie NGC 1136.
Das Objekt wurde am 11. September 1836 von John Herschel entdeckt.
Obwohl alle konsultierten Quellen PGC 10800 als NGC 1135 und PGC 10807 als NGC 1136 identifizieren, weist Professor Seligman darauf hin, dass die von John Herschel für diese beiden Galaxien gegebene Beschreibung identisch ist und dass die Helligkeit von PGC 10800 zu schwach ist, entsprechend seiner Schriften. Professor Seligman behauptet auch, dass NGC 1135 und NGC 1136 ein und dieselbe Galaxie sind, nämlich PGC 10807.